# ژنویو پژ
ژنویو پژ (به فرانسوی: Geneviève Page‎؛ ۱۳ دسامبر ۱۹۲۷ – ۱۴ فوریهٔ ۲۰۲۵) یک بازیگر اهل فرانسه بود.

## فیلم شناسی
از جمله فیلم‌ها یا برنامه‌های تلویزیونی که وی در آن‌ها نقش داشته‌است، می‌توان به عشاق، زیبای روز، میشل استروگف، ترانه بی‌پایان، زندگی خصوصی شرلوک هولمز، آریا، ال سید، جایزه بزرگ، فانفان لا تولیپ و سه اتاق در منهتن اشاره کرد.

## درگذشت
پژ در ۱۴ فوریهٔ ۲۰۲۵، در سن ۹۷ سالگی درگذشت.